# محمد خالد جفال
محمد خالد جفال (مواليد 1 حزيران - يونيو من سنة 1996 م ). وهو لاعب كرة قدم عراقي يلعب ل صالح نادي الشرطة في مركز لاعب وسط.
تم استدعائه للمنتخب الأولمبي العراقي حيث سجل هدفاً في تصفيات بطولة آسيا تحت 23 سنة لكرة القدم 2018 وساهم في تأهل المنتخب الأولمبي إلى النهائيات في الصين.